# Víctor Scarabino
Víctor Scarabino Caravadossi (1945-Montevideo, 2 de septiembre de 2020) fue un biólogo marino y malacólogo uruguayo. Fue el director del Museo Nacional de Historia Natural de Uruguay entre 2009 y 2011 e investigador honorario de la institución desde fines de la década de 1960 hasta su fallecimiento.

## Biografía
Víctor Scarabino obtuvo su Licenciatura en Ciencias Biológicas en la entonces Facultad de Humanidades y Ciencias de la Universidad de la República en 1977. Desde temprana edad, también se desempeñó como docente en dicha facultad. En 1979, se convirtió en el primer doctor en Oceanografía de Uruguay al completar su tesis doctoral titulada Les scaphopodes bathyaux et abyssaux de l'Atlantique occidental (Systématique, distribution, adaptations). Nouvelle classification pour l'ensemble de la classe, bajo la supervisión de la Universidad de Aix Marseille (Station Marine d'Endoume).
A lo largo de su carrera, ocupó varios roles destacados en diferentes instituciones de Uruguay. Fue colaborador honorario del Instituto de Investigaciones Pesqueras y profesor en el Instituto de Investigaciones Biológicas Clemente Estable de la Facultad de Veterinaria de la Universidad de la República. Además, trabajó como técnico en el entonces Instituto Nacional de Pesca y como consultor en Ciencias del Mar para la Unesco en Montevideo y París. También tuvo la oportunidad de ser profesor visitante en el Museo Nacional de Historia Natural en París y en la Universidad Federal de Río de Janeiro durante un breve período.
Entre sus logros más destacados, Scarabino formó a numerosos estudiantes de grado y posgrado tanto en Uruguay como en Brasil. Además, su prolífica producción científica se refleja en cientos de páginas escritas sobre diversos temas relacionados con la biología marina. Sin embargo, su especialización y reconocimiento se centra en los moluscos escafópodos, habiendo descrito más de 110 taxones que incluyen especies, géneros y familias.
Falleció en la ciudad de Montevideo el 2 de septiembre de 2020.

## Obras
Scarabino fue autor y coautor de diversos libros sobre biología marina y malacología.
- Al borde del mar (Nuestra Tierra, 1969)[6][7]
- Moluscos del Golfo San Matias (provincia de Río Negro, República Argentina): inventario y claves para su identificación (Sociedad malacológica del Uruguay, 1977)[8]
- Un nuevo género y trece nuevas especies de Scaphopoda (Mollusca) del Océano Pacífico tropical (2010)[9]